# كاستيلو ديل ماتيزي
كاستيلو ديل ماتيزي، (بالإنجليزية: Castello del Matese)‏، (كامبانيا:Ncòppa Castièllë)، هي (بلدية) في مقاطعة كازيرتا في إقليم كامبانيا الإيطالي، وتقع على بعد حوالي 60 كم (37 ميل) شمال نابولي وحوالي 35 كم (22 ميل) شمال كازيرتا.

## السكان
في سنة 1861 بلغ عدد السكان 1٬567 نسمة، وتطور العدد ليصل في سنة 2011 لـ 1٬509 نسمة.
يظهر هذا المخطط البياني تطور النمو السكاني لـ كاستيلو ديل ماتيزي